# Blödningstid
Blödningstid är ett medicinskt test som används för att bedöma en patients blods förmåga att koagulera. Testet genomförs för att visa på den primära hemostasens funktion. Testet ger svar på trombocyternas funktion, kärlrespons och om von Willebrands faktor fungerar som den ska. De vanligaste metoderna är Duke och Ivy.
Testet utförs genom att läkaren gör ett stick eller snitt genom patientens hud och sedan mäter hur länge det blöder. Testet har använts länge, och används fortfarande i många länder, även om det betraktas som något föråldrat och har spelat ut sin roll som analysmetod vid många moderna internationella koagulationscentra, på grund av att det finns många möjliga felkällor och problem med standardisering och reproducerbarhet. Bland annat mot denna bakgrund, samt då testen har ett begränsat diagnostiskt värde, beslutade Karolinska universitetslaboratoriet att avveckla mätning av blödningstiden som analysmetod från och med den 15 oktober 2013.

## Duke-metoden
Vid Duke-metoden sticks patienten med en speciell nål eller lansett, vanligen på örsnibben eller fingertoppen. Sticket är cirka 3–4 mm djupt. Patienten får sedan torka bort blodet med ett filtrerpapper var 30:e sekund. Testet pågår till blödningen upphör, vilket vanligen tar 2–5 minuter.

## Ivy-metoden
Ett test enligt Ivy-metoden genomförs genom att ett lätt tryck skapas med en blodtrycksmanschett. Ett 5 mm långt och 1 mm djupt snitt görs i patientens underarm. Blodet torkas av var 30:e sekund, utan att röra vid sårets yta, för att upptäcka när det börjar koagulera.